# Roorkee Cantonment
Roorkee Cantonment – miasto w północnych Indiach w stanie Uttarakhand, na zagórzu gór Siwalik.
Populacja miasta w 2001 roku wynosiła 17 747 mieszkańców.